# Plagiognathus crocinus
Plagiognathus crocinus är en insektsart som beskrevs av Knight 1927. Plagiognathus crocinus ingår i släktet Plagiognathus och familjen ängsskinnbaggar. Inga underarter finns listade i Catalogue of Life.